# カニの横ばい拒否事件

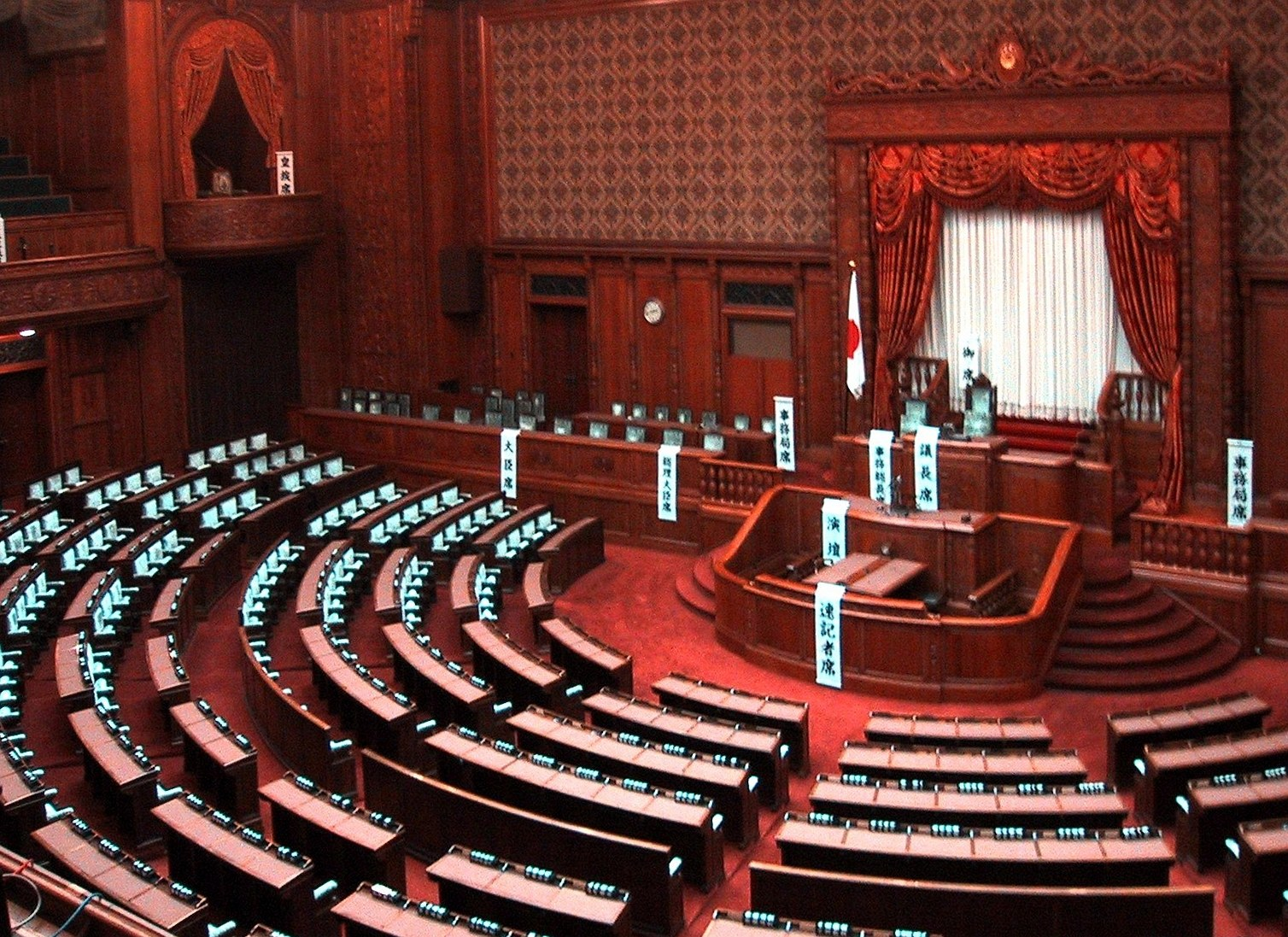
事件の舞台となった参議院本会議場

カニの横ばい拒否事件（カニのよこばいきょひじけん）とは、1948年（昭和23年）1月21日、参議院初代副議長（当時）の松本治一郎が、国会開会式に来場した昭和天皇への拝謁を拒否した事件である。

## 概要
それまで天皇への拝謁の際は「天皇に尻を見せては不敬になる」との理由により、天皇に頭を向けたまま横向きに退出する習慣が行われていたが、被差別部落出身で「貴族あれば賤族あり」との信念を持つ松本は「カニの横這いのようなことは、人間のやることではない」と主張し、これを拒否。「人間としての礼儀は尽すべきであるが、拝謁というような封建的、旧憲法時代そのままに、人間が人間を拝むというような形式一点張の礼儀はばかげたことであり…天皇をまたもとの神にするようなものである。…旧憲法下の日本に逆行する危険が多分にあるのである」と、松本は述べた。
この後松本が公職追放されると、松本を委員長に戴いていた部落解放全国委員会はこの措置を「拝謁拒否の報復」と位置づけ、労働組合などに松本治一郎追放反対民主団体協議会を結成し、各地で人民大会・署名運動・断食闘争を展開した。

一方、宮内府の一部や記者たちの中には、これを松本治一郎のスタンドプレイと見る向きもあった。なぜなら、この直前、副議長として天皇を迎えた時の松本は和やかだったし、次の開院式からは、松本は「カニの横ばい」を実行していたからである。

## 備考
侍従次長・木下道雄が記した『側近日誌』によれば、1945年（昭和20年）11月30日午前4時20分、昭和天皇は木下に「短波放送によれば、過日（1945年（昭和20年）11月27日）の衆議院の開院式で、松本議員が陛下に敬礼していなかったと伝えていた。朕は気付かなかったが、このような事実があったかどうか」の調査を命じた。また同日夜8時30分に、「開院式に不敬ありたりとの短波通信の件は、通信の真偽を知らんとするに外ならず。不敬とがめをするにあらざるをもって、廉（かど）立ちたる調査をせぬ様注意せよ」と命じたという。